# Nebojša Pavlović
Nebojša Pavlović (Servisch: Небојша Павловић) (Belgrado, 9 april 1981) is een Servisch voormalig voetballer van 1m89 die tijdens zijn carrière onder meer uitkwam voor de Belgische clubs KAA Gent, Sporting Lokeren en KV Kortrijk.
Pavlović was een verdedigende middenvelder die onder Georges Leekens een belangrijke rol speelde in het elftal van KAA Gent. Na de komst van Christophe Grondin en trainer Trond Sollied zat Pavlovic op de bank.
Eind augustus 2007 tekende hij een contract van 2 seizoenen (met optie voor nog 2 extra) bij Sporting Lokeren, de nieuwe club van zijn (ex-)trainer Georges Leekens. Na het vertrek van Leekens naar KV Kortrijk via een ommetje langs Al-Hilal, kwam ook Pavlovic bij deze club terecht. Hij beëindigde er zijn spelerscarrière na afloop van het seizoen 2016/17.
Na zijn spelerscarrière ging hij aan de slag als scout bij zijn vroegere club KAA Gent.

## Statistieken
| seizoen | club             | land   | competitie    | wed. | goals |
| ------- | ---------------- | ------ | ------------- | ---- | ----- |
| 2004/05 | FK Rad           | Servië | Superliga     | -    | -     |
| 2005/06 | KAA Gent         | België | Eerste klasse | 11   | 1     |
| 2006/07 | KAA Gent         | België | Eerste klasse | 30   | 5     |
| 2007/08 | KAA Gent         | België | Eerste klasse | 1    | 0     |
| 2007/08 | Sporting Lokeren | België | Eerste klasse | 23   | 1     |
| 2008/09 | Sporting Lokeren | België | Eerste klasse | 26   | 1     |
| 2009/10 | KV Kortrijk      | België | Eerste klasse | 34   | 1     |
| 2010/11 | KV Kortrijk      | België | Eerste klasse | 28   | 2     |
| 2011/12 | KV Kortrijk      | België | Eerste klasse | 31   | 3     |
| 2012/13 | KV Kortrijk      | België | Eerste klasse | 29   | 2     |
| 2013/14 | KV Kortrijk      | België | Eerste klasse | 36   | 3     |
| 2014/15 | KV Kortrijk      | België | Eerste klasse | 27   | 2     |
| 2015/16 | KV Kortrijk      | België | Eerste klasse | 27   | 1     |
| 2016/17 | KV Kortrijk      | België | Eerste klasse | 15   | 1     |
|         |                  |        | Totaal        | 318  | 23    |